# Droga krzyżowa (obraz Pietera Bruegla starszego)

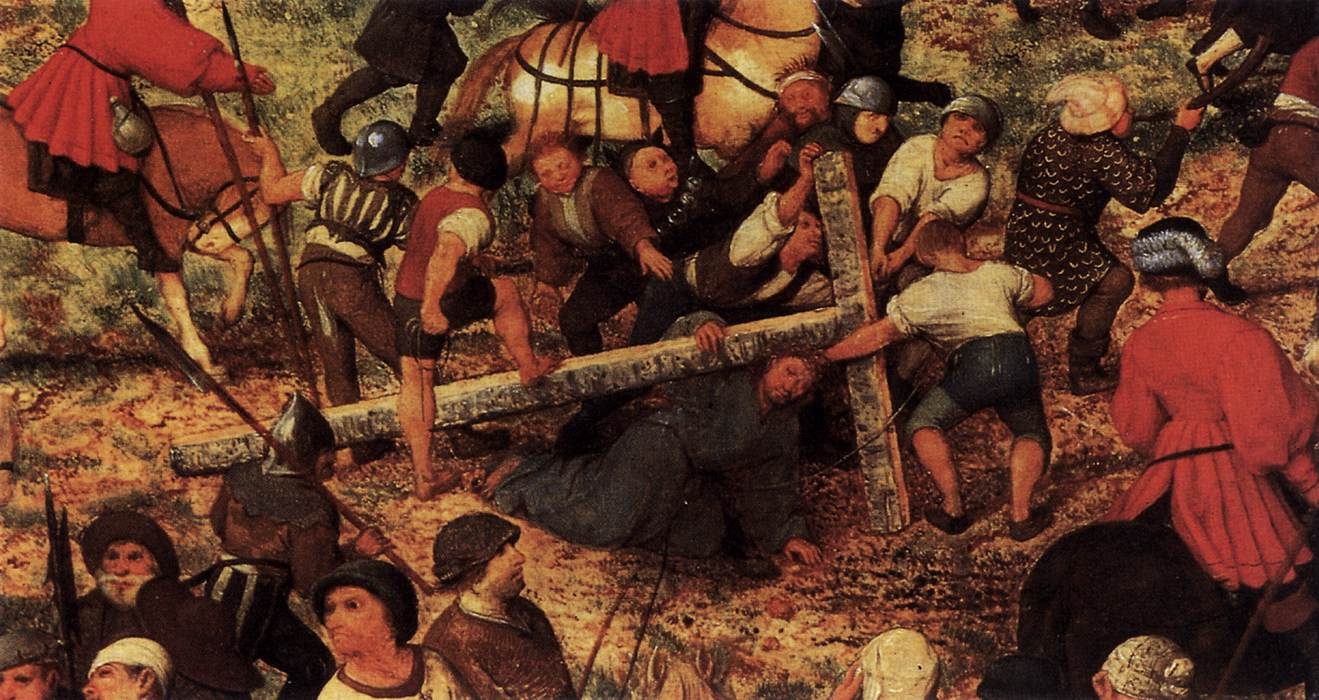
Fragment Drogi Krzyżowej – scena upadku Jezusa

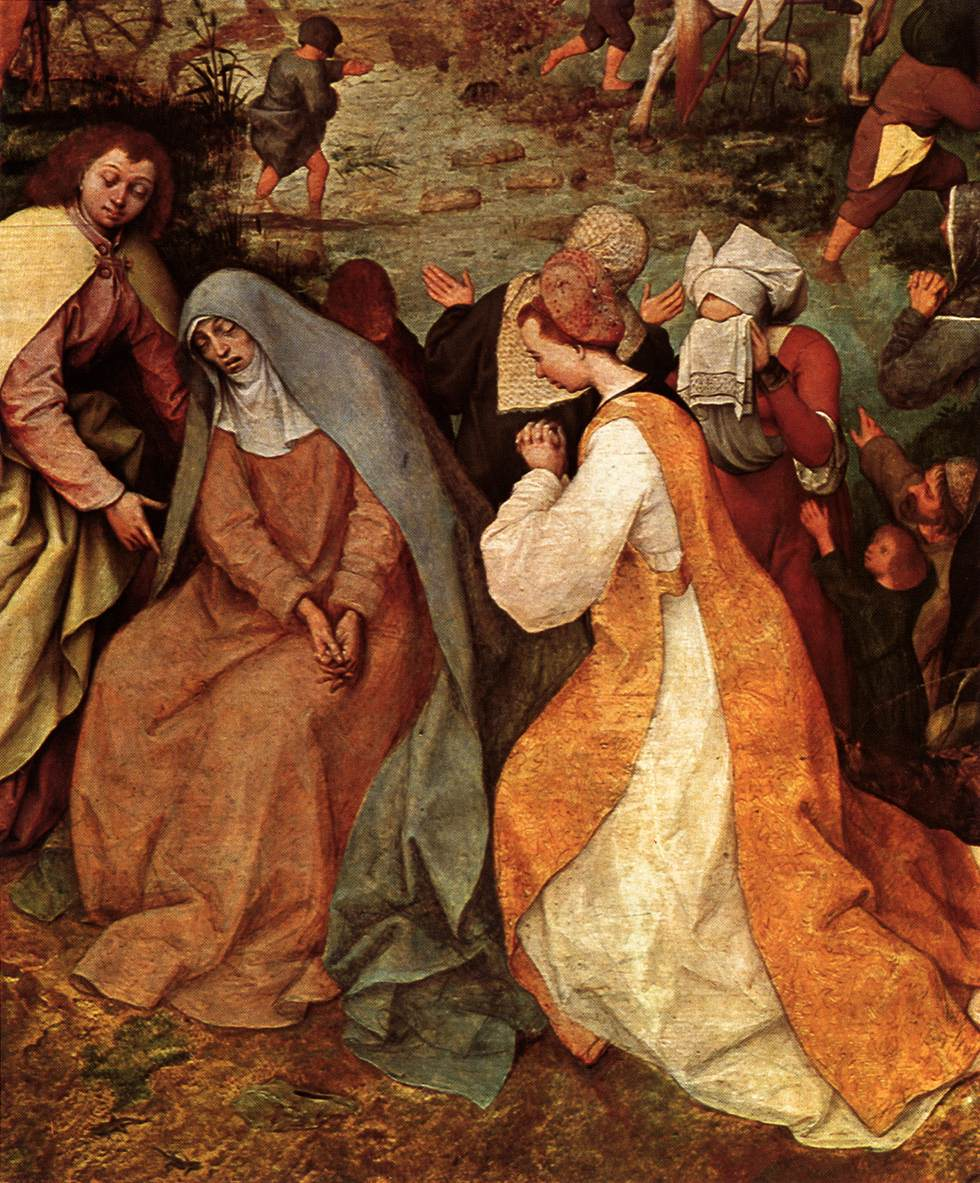
Maria z Janem Ewangelistą

Droga krzyżowa lub Procesja na Kalwarię – obraz (tempera) namalowany w 1564 przez niderlandzkiego malarza Pietera Bruegla Starszego, znajdujący się w zbiorach Muzeum Historii Sztuki w Wiedniu.

## Opis
Obraz o tematyce religijnej, poruszający motyw Drogi Krzyżowej Chrystusa na Golgotę (Kalwarię). Temat został zaczerpnięty z Nowego Testamentu. Przedstawiona scena była odtwarzana jako VI stacja drogi krzyżowej rozpropagowanej przez franciszkanów. Bruegel, w charakterystyczny dla siebie sposób, procesję na górę Kalwarię przedstawił zupełnie inaczej, niż było to przyjęte w tradycyjnej ikonografii chrześcijańskiej. Na obrazie zaznaczył podstawowe elementy znanego epizodu, jednakże dla widza są one trudne do znalezienia. Na pierwszy rzut oka zauważa się tłum ludzi wychodzących z bram miasta, którego mury widoczne są po lewej stronie. Wielkim łukiem zmierzają oni na wzgórze Golgota. Tłum kierowany jest przez konnych jeźdźców w czerwonych pelerynach. W XVI wieku wszelkie większe wydarzenia, a zwłaszcza wykonywane wyroki, odbywały się poza murami miasta. Bruegel przedstawił obraz sielankowego wydarzenia, na które ciągnęły rozbawione tłumy ciekawskich, nieświadomych wydarzenia ludzi. Wśród tłumu można rozpoznać kramarza, siedzącego tyłem do widza u dołu obrazu. Z lewej strony widoczne są kobiety wracające do miasta i niosące plony rolne. Wszyscy noszą na sobie ubrania z epoki, a wiatrak widoczny pośrodku u góry wskazuje, iż jest to obraz niderlandzkiego mieszczaństwa. Po prawej stronie u góry znajduje się cel ściągającego tłumu: mały placyk otoczony kręgiem ciekawskich.
Dopiero po dokładnym przyjrzeniu się można dostrzec sceny nowotestamentowe. W centralnej części, zaraz nad jeźdźcem na białym koniu, zauważyć można upadek Chrystusa pod ciężarem krzyża. Jego oprawcy kłócą się, czy go podnieść, czy pozostawić na ziemi. Ich niezdecydowanie związane jest z drugą sceną rozgrywającą się równocześnie nieco niżej po lewej stronie. Z grupy chłopów powracających do domu zostaje wyciągnięty mężczyzna. Jego żona trzyma męża, nie chcąc go puścić. Żołnierz na koniu toruje miejsce wśród gapiów i oglądając się za siebie, ponagla go do podejścia do krzyża i upadłego Jezusa. Mężczyzną opierającym się oprawcom jest Szymon Cyrenejczyk. Biorąc pod uwagę, iż wśród tłumu jest wielu mężczyzn, wybranie akurat tego, który nie chciał uczestniczyć w procesji i powracał do domu, miało swoje znaczenie. Bruegel ukazał hipokryzję i dwulicowość tłumu, który nie zna znaczenia ukrzyżowania. Grupa idąca z boku, jak się wydaje, nie chce uczestniczyć w haniebnej procesji, oni rozumieją znaczenie misterium wielkanocnego. Być może tłum to katolicy, a grupka powracających to protestanci, co może być odbiciem ówczesnych niespokojnych czasów, w których żył Bruegel. Żona Szymona ma u pasa różaniec – symbol katolickiej modlitwy i wiary. Przed krzyżem ciągnięty jest wóz, na którym siedzą dwaj łotrzy otrzymujący rozgrzeszenie.
Idąc łukiem w prawą stronę od sceny wyrywania Szymona z rąk żony, na pierwszym planie u dołu widać grupę lamentujących kobiet oraz Marię podtrzymywaną przez Jana Ewangelistę. Jest to jedyna grupa osób ubranych w stroje z epoki Chrystusa. To kolejny epizod wydarzeń wielkanocnych. Grupa stoi na skale, powyżej tłumu i będąc świadomym wydarzeń, górują nad całą sceną. Zupełnie po prawej stronie, za wysokim słupem, z ukrycia, upadek Jezusa obserwuje tajemnicza postać. Prawdopodobnie jest to autoportret malarza. Na szczycie słupa znajduje się koło, będące narzędziem tortur, a na nim siedzi kruk. Motyw ten często powtarza się w twórczości malarza, między innymi w Triumfie śmierci z 1562. Z prawej strony u dołu zamiast czaszki ludzkiej będącej symbolem wzgórza Golgoty, znajduje się czaszka końska.

## Interpretacja
Obraz odczytywany jest jako krytyka Kościoła i katolickiego króla hiszpańskiego Filipa II, którego namiestnicy panowali w Holandii. W ojczyźnie Bruegla panowały silne nastroje antyhiszpańskie. Czarne chmury widoczne nad wzgórzem symbolizują nadciągającą wojnę religijną. Bruegel bezpośrednio krytykuje tu Kościół katolicki jako instytucję, krytykuje kler i jego ziemską władzę. Malarz nigdy nie malował świętych Kościoła, a jedynie postacie biblijne.

## Odniesienia w sztuce
Obraz Bruegla został dokładnie opisany i zanalizowany w książce Bruegel. Młyn i Krzyż autorstwa Michaela Gibsona i Lecha Majewskiego, wydanej w 2010. Na jej podstawie powstał w 2011 film Młyn i krzyż w reżyserii Lecha Majewskiego.